# Грицак Ярослав Йосипович

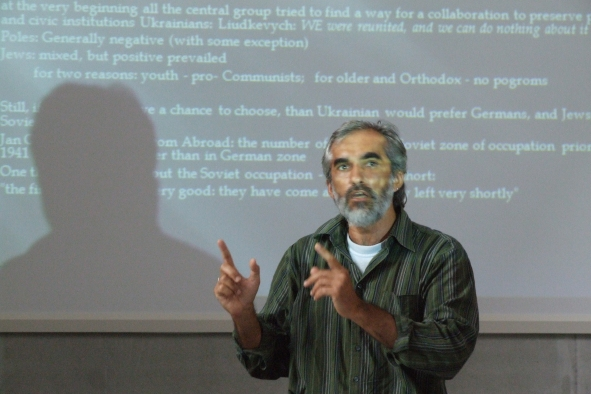
Ярослав Грицак, 2008 р.

Яросла́в Йо́сипович Грицак (* 1 січня 1960, с. Довге, Стрийський район, Львівська область) — український історик та публіцист. Доктор історичних наук, професор Українського католицького університету у Львові. Директор Інституту історичних досліджень Львівського національного університету ім. І.Франка, гість-професор (1996—2009) Центральноєвропейського університету в Будапешті, перший віцепрезидент (1999—2005) Міжнародної асоціації україністів. Головний редактор наукового річника «Україна модерна», член редакційної колегії часописів Ab Imperio, Judaica Ukrainica, «Критика», Slavic Review, член наглядової ради журналу Harvard Ukrainian Studies. Почесний професор НаУКМА.
Викладач курсів «Історія України» та «Великі книги» в Українській академії лідерства й онлайн-курсу «Вибрані питання європейської історії» на платформі Prometheus.
Має понад 500 наукових публікацій на історичну тематику. Відомий також своїми публіцистичними творами.

## Життєпис

### Освіта
У 1977—1982 роках здобув історичну освіту у Львівському державному університеті ім. І. Франка.

## Наукова кар'єра
У 1982—1992 роках працював у Львівському університеті старшим науковим співробітником.
У 1987 році захистив дисертацію на здобуття наукового ступеня кандидата історичних наук за темою «Робітники Бориславсько-Дрогобицького нафтового басейну в другій половині XIX — початку XX ст.: Формування, становище, класова боротьба» у Львівському державному університеті ім. І. Франка.
У 1996 році захистив дисертацію на здобуття наукового ступеня доктора історичних наук за темою «Формування модерної української нації: історіографія та історіософія проблеми» у Інституті української археографії НАН України.
У 1996—2009 рр. — запрошений професор у Колумбійському університеті і Центрально-Європейському університеті в Будапешті.
У 1999—2008 рр. — професор, директор Інституту історичних досліджень Львівського університету, професор кафедри нової та новітньої історії України Українського католицького університету.
1999—2008 — перший віцепрезидент Міжнародної асоціації україністів.
Почесний професор Національного університету «Києво-Могилянська академія».
Засновник і головний редактор наукового щорічника «Україна модерна», член редакційної колегії журналів «Український гуманітарний огляд», «Критика», «Ab Imperio».

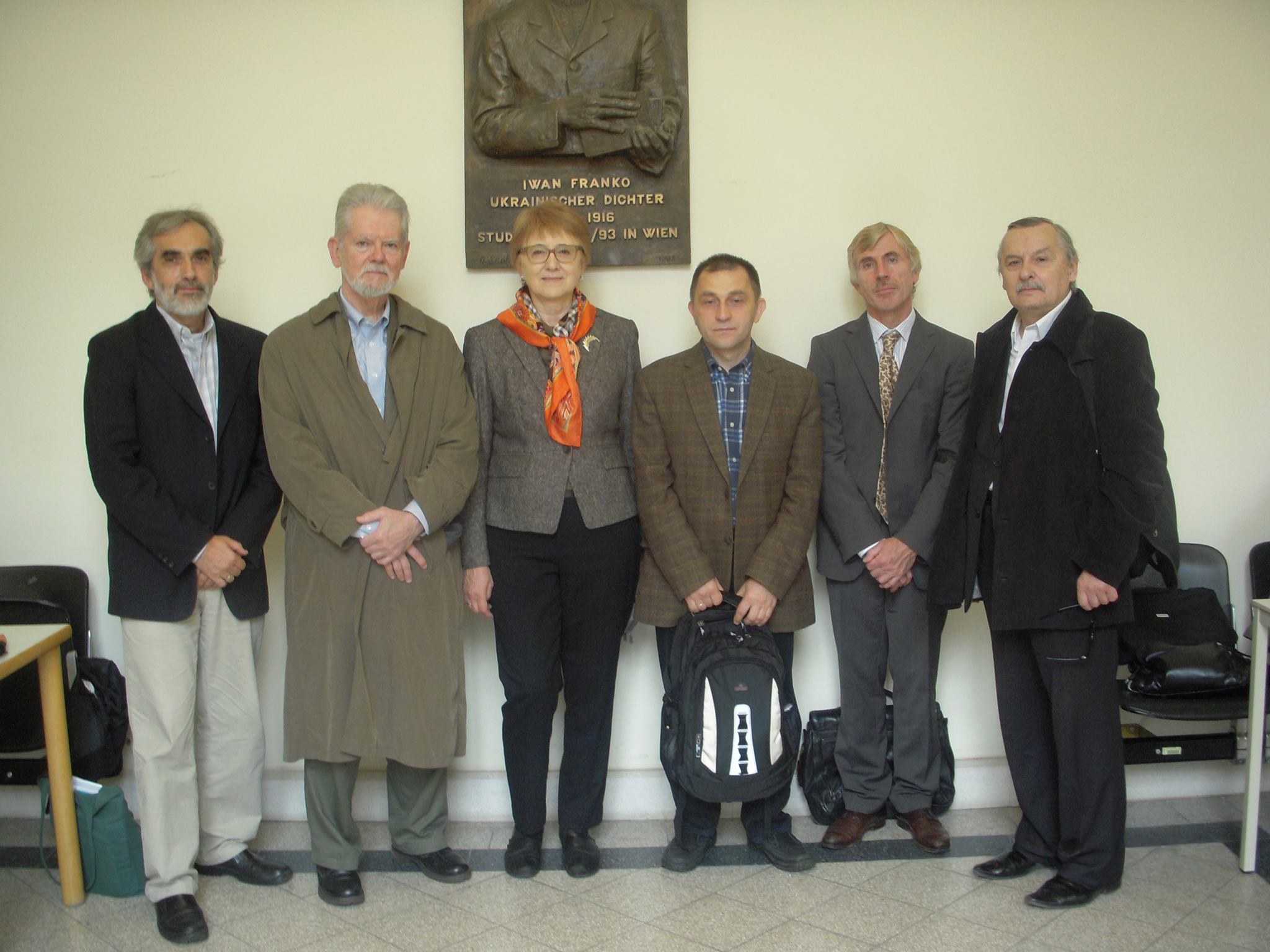
Учасники конференції про Івана Франка. Зліва направо: Ярослав Грицак, Григорій Грабович, Тамара Гундорова, Роман Мних, Алоїс Вольдан та Євген Пшеничний (Віденський університет, 2013)

### Після Революції Гідності
У 2014—2015 — член Конкурсної комісії, до повноважень якої входить висунення кандидатур на посаду директора Національного антикорупційного бюро України. Призначений за квотою Президента України.

### Участь у німецько-українській історичній комісії
У жовтні 2019 року посол України в Німеччині Андрій Мельник звинуватив Ярослава Грицака у бездіяльності на посаді співголови двосторонньої Німецько-української історичної комісії та наполіг на її перезавантаженні. Сам історик відкинув звинувачення дипломата та зустрічно звинуватив його у браку комунікації з комісією, применшенні її ролі та неправильному трактуванні її місії. Грицак зауважив, що українська частина комісії працює на громадських засадах, і хоча її члени не є дослідниками Голодомору, вони не мають сумнівів, що він був актом геноциду. «Думка більшості» комісії, згідно з якою Голодомор слід вважати радше злочином проти людяності, ніж геноцидом, охоплювала позицію лише німецьких істориків.

## Нагороди та відзнаки
- Нагорода журналу «Przegląd Wschodni» (Варшава, 1998) за найкращу іноземну книжку в галузі східноєвропейської історії
- Нагорода ім. Соломії Павличко Американської ради освітніх товариств (2003)
- Галицький лицар, номінація «громадський діяч року» (2004)
- Премія фундації Антоновичів (2007)
- Нагорода журналу «Кореспондент» «Найкраща книжка року» (2007)
- Орден Республіки Польщі Bene Merito (2009)
- Премія Антона Ґінделі з культури та історії Центральної, Східної та Південної Європи (Відень, 2010)
- Орден «За інтелектуальну відвагу» (2010)
- Премія ім. Станіслава Вінценза за досягнення в популяризації культури регіону Центрально-Східної Європи (2016)

У 2024 році увійшов до списку 30 лідерів думок сучасної України, чиї тексти, оцінки та інтерв'ю формують настрої еліти і влади за версією видання NV.

## Громадська позиція
У червні 2018 підтримав відкритий лист діячів культури, політиків і правозахисників із закликом до світових лідерів виступити на захист ув'язненого у Росії українського режисера Олега Сенцова й інших політв'язнів.
Підписав Друге польсько-українське комюніке, за що був розкритикований істориком Володимиром Бірчаком.
Наприкінці 2024 року професор Грицак зі своєю книгою «Подолати минуле: глобальна історія України» став лауреатом премії польської фундації ім. Юзефа Тішнера. Усю фінансову винагороду в розмірі 50 000 злотих він вирішив вкласти в компетентну допомогу війську фонду «Повернись живим». А перед цим історик задонатив ще 100 000 гривень з гонорарів за книгу та публічні виступи.

## Критика
Ярослав Грицак очолює з українського боку українсько-німецьку комісію істориків, що має лобіювати визнання Бундестагом Голодомору геноцидом українського народу. Восени 2019 року його звинуватив посол України в Німеччині Андрій Мельник у саботажі роботи цієї комісії:
|                   | Тоді я і в страшному сні не міг уявити, наскільки ілюзорними є очікування [від початку роботи комісії] … справжні фундаментальні виклики, які турбують громадськість обох країн, відверто ігнорувалися … більшість членів комісії схилилися до думки про те, щоб не висловлювати свою позицію … оскільки Голодомор є швидше питанням українсько-російських, ніж українсько-німецьких відносин. |
| — Андрій Мельник, | |

У відповідь на це Грицак заявив, що вважає Голодомор актом геноциду, проте деякі німецькі колеги мали сумніви щодо придатності концепції «геноцид».

## Інтерв'ю
- Ярослав Грицак: «Успіх Зеленського незаслужений і може вилитись у трагедію» (Ділова столиця, 2019)
- Ярослав Грицак: «Біографія історика визначає спосіб, у який він пише про історію…» (Україна Модерна, 2018) http://uamoderna.com/jittepis-istory/yaroslav-hrytsak
- Розмова з Ярославом Грицаком на платформі Ukrainians https://theukrainians.org/yaroslav-hrytsak/ [Архівовано 12 серпня 2018 у Wayback Machine.]
- Ярослав Грицак: «Україна — це модерний продукт» [Архівовано 23 листопада 2012 у Wayback Machine.] (Український тиждень, 25 січня 2008)
- Інтерв'ю з Ярославом Грицаком, автором книги «Пророк у своїй Вітчизні» [Архівовано 25 лютого 2014 у Wayback Machine.] (Радіо Свобода, 28 грудня 2007)
- Ярослав Грицак: «Без відкриття Америки ніколи не було би України» [Архівовано 10 січня 2008 у Wayback Machine.] (Україна молода, 2 листопада 2007)
- Ярослав Грицак: «Гітлер не був певен у своїх силах» (Високий замок, 22 червня 2002)
- Когда появился украинский народ? Была ли Украина российской колонией? Что украинцы думают о Бандере? Украинский историк Ярослав Грицак отвечает на главные вопросы россиян об истории Украины (Медуза, 2022)